# Jacques Bridou
Pour les articles homonymes, voir Bridou.
Jacques Bridou, né le 8 octobre 1911 à Marseille et mort en 1953, est un bobeur français, résistant durant la Seconde Guerre mondiale.

## Biographie
Jacques Bridou est le frère de Marie-Madeleine Bridou.

### Carrière sportive
Il a remporté une médaille de bronze dans l'épreuve de bob à quatre aux  Championnats du monde de bobsleigh de 1934 à Garmisch-Partenkirchen.
Bridou a également terminé au 14e rang dans l'épreuve à deux (aux côtés de Jean d'Aulan) et au 9e rang dans l'épreuve à quatre aux Jeux olympiques d'hiver de 1936 à Garmisch-Partenkirchen.

#### Palmarès

##### Championnats monde
- : médaillé de bronze en bob à 2 aux championnats monde de 1934.

### Seconde Guerre mondiale
Proche de Georges Loustaunau-Lacau, dont sa sœur Marie-Madeleine est le secrétaire général avant la guerre, Jacques Bridou est envoyé à Londres en 1940 pour prévenir de la création du réseau de renseignement de Loustaunau-Lacau, qui sera baptisé ultérieurement Alliance. Revenu en France, il effectue diverses tâches au PC du réseau, où sa sœur est chef d'état-major ; elle prend définitivement la tête de l'organisation en juillet 1941, à l'arrestation de Loustaunau-Lacau.
En novembre 1942, les membres du PC sont arrêtés par la police française à Marseille. Ils parviennent à s'échapper avec la complicité d'une bonne partie de la brigade. Jacques Bridou préfère renoncer à la résistance intérieure et souhaite partir rejoindre les FFL. Face à la dégradation des filières d'évasion du réseau, il part seul pour l'Espagne. Fait prisonnier là-bas, il finit par rejoindre l'Algérie en novembre 1943.

## Distinctions
- Médaille de la Résistance française (31 mars 1947)[5]